# Breteuil (Eure)
Breteuil è un ex comune francese di 3 483 abitanti situato nel dipartimento dell'Eure nella regione della Normandia. Il comune è stato soppresso con effetto 1º gennaio 2016, accorpandolo al nuovo comune di Breteuil-sur-Iton insieme ai comuni di Cintray e La Guéroulde e diventandone comune delegato. 

## Società

### Evoluzione demografica
Abitanti censiti